# Скрунда-1
Скру́нда-1 (объект «Комбинат», 129-й орту, узел РО-2, в/ч 18951) — бывший советский военный объект, компонент системы предупреждения о ракетном нападении (СПРН). Располагался приблизительно в 4 км к северу от латвийского городка Скрунда. С 2018 года на месте бывшего советского военного объекта Скрунда-1 расположен латвийский военный полигон «Межайне».

## Значение
СПРН является первым рубежом противоракетной обороны. Она призвана как можно раньше обнаружить запуск МБР, рассчитать их траекторию и выдать координаты для перехвата. Объект в Скрунде являлся частью советской системы из девяти радиолокационных станций (РЛС), расположенных по периметру Советского Союза. После распада СССР различные РЛС стали собственностью тех стран, в которых эти РЛС располагались. Три из девяти РЛС оказались на территории Российской Федерации. Скрунда-1 контролировала самое опасное для центрального промышленного района России направление потенциального ракетного удара, поэтому российские военные стремились сохранить контроль над Скрунда-1 до момента создания дублирующих систем в европейской части страны (хотя бы до ввода в строй РЛС «Волга»).

## История создания

### Днестр
Объект был создан в 1960-х годах для эксплуатации надгоризонтной РЛС типа «Днестр-М», представлявшей собой две рупорные антенны длиной 250 м и высотой 15 м каждая с двухэтажным зданием командно-вычислительного пункта между ними (56°42′55″ с. ш. 21°57′45″ в. д.). Её строительство началось в 1965 году и завершилось в январе 1969 года. В паре с аналогичной станцией под Оленегорском Мурманской области они контролировали западное ракетоопасное направление, отслеживая запуски баллистических ракет с подводных лодок НАТО в Норвежском и Северном морях. Информация со станций по специальным линиям связи высокой надёжности передавалась в командный центр, расположенный в Московской области. 15 февраля 1971 года первая советская система раннего предупреждения, эквивалент американской системы BMEWS, официально заступила на боевое дежурство.

### Днепр
В конце 1970-х годов станция была модернизирована. Сначала, не прерывая работу действующей РЛС, в полутора километрах от неё советские военные возвели установку нового типа «Днепр» (56°42′29″ с. ш. 21°56′28″ в. д.). Теперь дальность обнаружения достигала 4000 км. Затем до «Днепра» обновили и аппаратуру первой установки. В конце 1979 года узел стал частью единой интегрированной СПРН страны.

### Дарьял

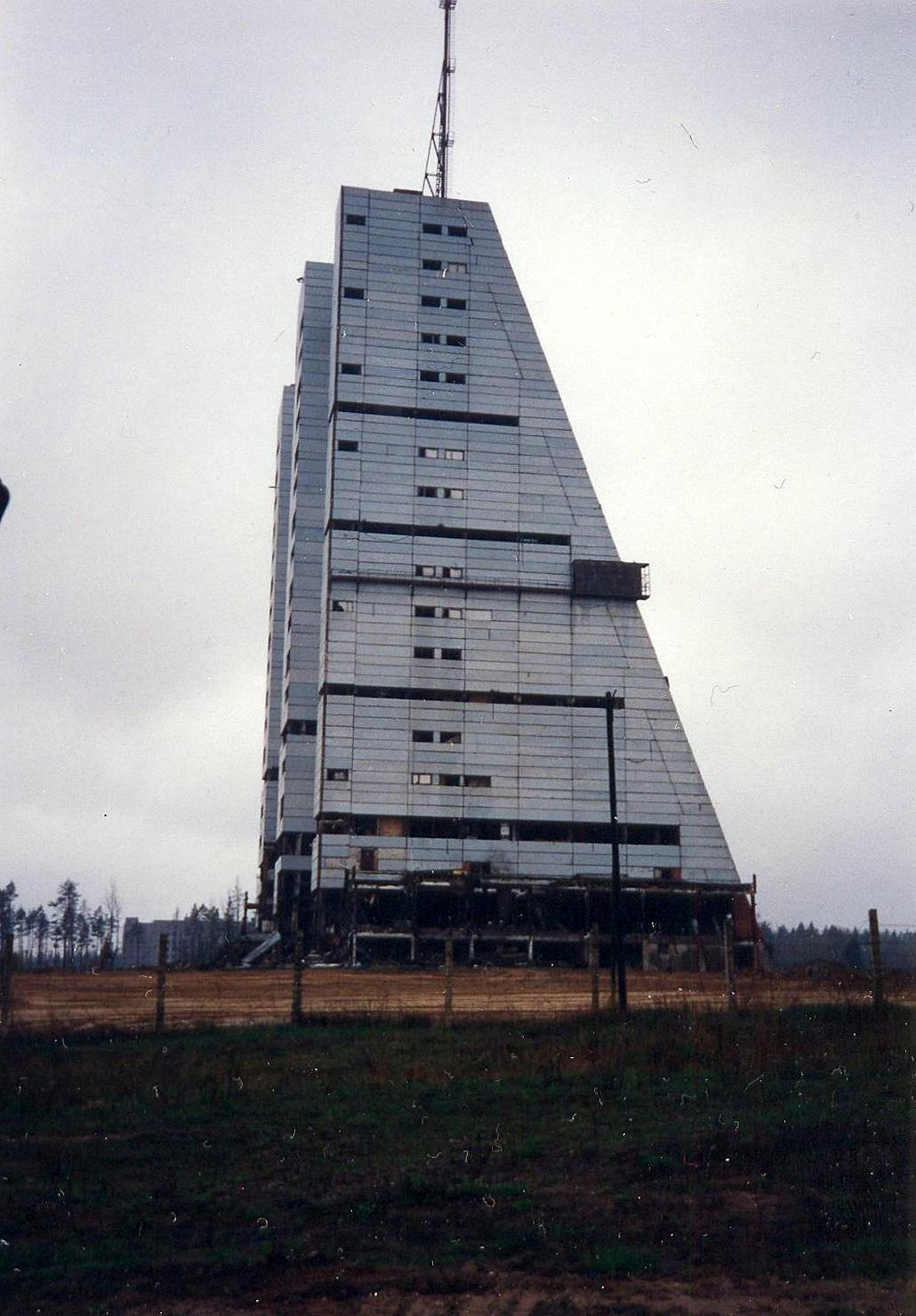
Радиолокационный комплекс раннего обнаружения «Дарьял» на базе Скрунда-1 в 1995 году.

В середине 1980-х годов, в связи с появлением МБР с разделяющимися боеголовками и ужесточением требований к радиолокационным средствам СПРН, на объекте началось строительство РЛС типа «Дарьял-УМ». По проекту она представляла собой два многоэтажных здания — приёмник (56°43′29″ с. ш. 21°58′44″ в. д.) и передатчик (56°43′37″ с. ш. 21°59′05″ в. д.), из-за высокой чувствительности разнесённых на несколько сотен метров. Эту площадку иногда называют «Скрунда-2», хотя она располагалась в километре от старой станции, и военный городок для всего узла был общий.
К началу 1990-х годов строительство приёмной установки с АФАР размером 80×80 м было практически завершено, завозилось оборудование. На первом этапе предполагалось принимать и обрабатывать отражённые от цели сигналы, излучаемые РЛС «Днепр».

## Латвийский период

### Ликвидация РЛС
В результате распада СССР объект стал собственностью независимой Латвии. Во время переговоров о выводе войск Российская Федерация планировала оставить станцию за собой на условиях аренды на 10 лет. Тем временем делегация Латвии потребовала, чтобы РЛС охраняли латвийские военные, осуществляя пропуск на основе выданных республикой документов. Все ввозимые материалы должны были подвергаться таможенному контролю. Кроме того, Латвия потребовала предоставить опись всего вооружения, включая номера пистолетов у офицеров, а также возможность проводить инспекции объекта в любое время суток. Глава российской делегации, посол С. С. Зотов согласился с этими условиями, однако предложил повысить уровень инспекции до ранга Совета по безопасности и сотрудничеству в Европе, то есть проводить их в соответствии с регламентом ОБСЕ, с заблаговременным предупреждением и на основе консенсуса, таким образом российская сторона имела бы возможность заблокировать то, что ей не нравилось. В итоге удалось договориться, что действующие на объекте РЛС «Днепр» функционируют до 31 августа 1998 года, после чего даётся два года на их демонтаж. Вместо затребованных Латвией 400 миллионов долларов в год арендной платы Зотов предложил 2 миллиона, затем 4. В итоге договорились о 5 млн. Соответствующий документ был парафирован главами госделегаций 16 марта 1994 года.
Несмотря на усилия российских военных, учёных и дипломатов, Латвия отказала в продолжении строительства станции «Дарьял». 4 мая 1995 года здание приёмной установки «Дарьял» было взорвано специалистами американской компании «Controlled Demolition, Inc.». Станции «Днепр» прекратили работу 31 августа 1998 года и были демонтированы к концу 1999 года. За работы по сносу и расчистке территории Россия заплатила 7 млн долларов.

### Судьба военного городка

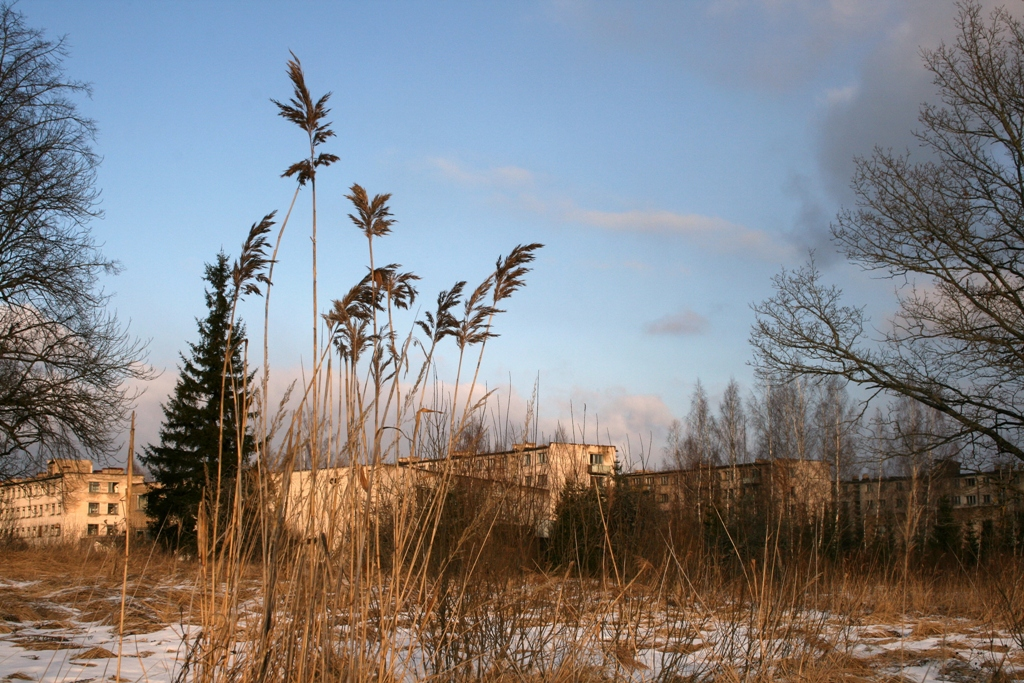
2009 год

В 2000 году правительство Латвии выделило 1,7 млн долларов на консервацию военного городка. В декабре 2009 года он был выставлен на аукцион по стартовой цене 150 тыс. латов (290 тыс. долларов или 220 тыс. евро). На тот момент городок представлял собой территорию площадью 45 га и около 70 объектов недвижимости (в том числе казармы, 10 блочных жилых домов, школа, детский сад, гостиница и больница), большинство из которых находились в плохом состоянии. Аукцион завершился в феврале 2010 года. Наибольшую сумму — 1,5 млн латов (2,2 млн евро) — предложило российское предприятие «Алексеевское-Сервис», однако оно без объяснения причин отказалось от уплаты первого взноса. Победителем аукциона был объявлен азербайджанский бизнесмен Магомед Гурбанов, но и он отказался от покупки. В июне того же года аукцион был проведён повторно, и городок, наконец, был продан за 170 тыс. латов компании «Iniciative Europa», зарегистрированной в Латвии, но принадлежащей частному лицу из России. По словам руководителя самоуправления города Скрунды, у новых владельцев имелись серьёзные планы на использование объекта, не связанные с перепродажей.

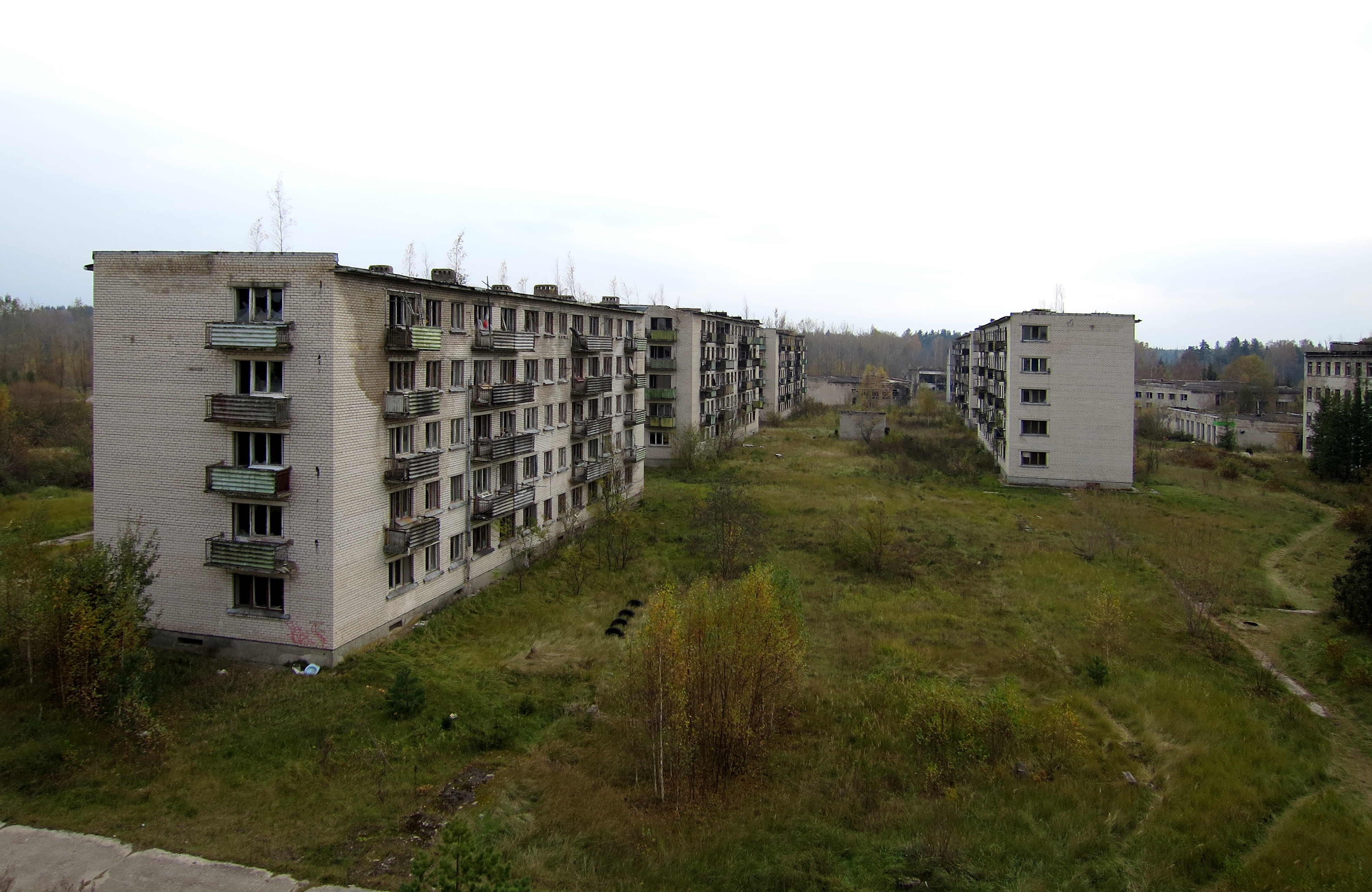
Заброшенные жилые дома военного городка Скрунда-1. Фото 2016 года

Однако в конце 2011 года член совета директоров компании «Iniciative Europa» Вадим Хлебников в телефонном разговоре с представителем муниципалитета признал, что не встретил у местных бизнесменов интереса к объекту, и призвал местные органы власти взять на себя посредническую роль в поиске партнёров. На следующий год у владельцев возникла задолженность по обязательствам перед Агентством по приватизации, а также по налогам на недвижимость. В январе 2015 года, после ряда неудачных попыток снова продать заброшенный объект с аукциона, местное самоуправление решило выкупить его по стартовой цене (12 тыс. евро). Большая часть городка была передана Национальным вооружённым силам (НВС) Латвии как тренировочная база для отработки боевых действий в городских условиях, остальную территорию (19 га) безуспешно пытались сдать в аренду. В феврале 2016 года «для защиты от вандализма по отношению к муниципальной собственности, а также в целях содействия планированию землепользования» на объекте был введён пропускной режим.
В январе 2018 года объект полностью передан в ведение Министерства обороны Латвии с целью разместить там учебную базу и базу поддержки НВС, и в марте 2018 года взят под охрану. Военный полигон получил название «Межайне». Центральный вход в городок оборудован новым помещением КПП, на повороте с шоссе P116 установлен шлагбаум. Несанкционированный доступ на объект закрыт.
В 2022 году латвийский военный полигон «Межайне», который расположен на территории бывшего военного городка Скруда-1, был реконструирован. В рамках модернизации были отремонтированы сохранившиеся строения. Некогда опустевший город-призрак превратился полноценный военный полигон.